# Aristolochia quangbinhensis
Aristolochia quangbinhensis är en piprankeväxtart som beskrevs av T.V.Do. Aristolochia quangbinhensis ingår i släktet piprankor, och familjen piprankeväxter. Inga underarter finns listade i Catalogue of Life.